# Hatta (Verenigde Arabische Emiraten)
Hatta (Arabisch: حتا) (plaatsnummer 891) is een plaats in de Verenigde Arabische Emiraten het ligt in de emiraat Dubai. Hatta is een exclave van Dubai, het ligt wel in hetzelfde land als het omringende gebied. Het is een toeristische plaats door het bijliggende Hadjargebergte.
Hatta heeft 10.598 inwoners, waarvan 6414 mannen en 4184 vrouwen.